# Golden Rule Kate
Golden Rule Kate er en amerikansk stumfilm fra 1917 af Reginald Barker.

## Medvirkende
- Louise Glaum som Kate.
- William Conklin som Gavin MacGregor.
- Jack Richardson som Slick Barney.
- Mildred Harris som Olive.
- John Gilbert som Heller.